# 梅舟惟永
梅舟 惟永（うめふね ありえい、1988年1月1日 - ）は、日本の女優。
東京都出身。早稲田大学法学部卒業。演劇ユニット「ろりえ」旗揚げメンバーで現在も在籍中。元ザッコ所属、現在の所属事務所は空（くう）。身長165cm、B型。

## 略歴・人物
早稲田大学在学中に演劇サークル・早稲田大学演劇倶楽部に入り、2007年8月 に同期のメンバー5名で「ろりえ」を結成し、翌2008年に旗揚げ公演を行った。同年、劇団競泳水着公演『真剣恋愛』への参加で王子小劇場による佐藤佐吉賞最優秀助演女優賞を受賞した。2009年、草野翔吾が学生時代に監督した映画作品『MOGERA WOGERA』での演技が事務所・ザッコの目に留まり、スカウトされる。その後も舞台を中心に、映画・テレビドラマ・CMなどでも活動している。
2010年には、雑誌『演劇ぶっく』による期待の俳優に選ばれた。同年、佐藤佐吉賞優秀主演女優賞と、日本映画テレビプロデューサー協会主催のアクターズセミナー賞選定オーディション2010にてアクターズセミナー賞を受賞。2013年には『お天気お姉さん』（テレビ朝日）で連続ドラマに初のレギュラー出演をしている。
特技は北京語とヴァイオリン。北京語は日常会話レベルで話せる。

## 出演

### 舞台
- 早稲田大学演劇倶楽部
  - サキニタッタラ（2006年）
  - ピンクフラミンゴ（2006年・2007年）
  - FIRE LIGHT（2007年）
  - 腕枕で壊死（2007年）
  - 早稲田大学演劇倶楽部×宇宙マナー企画公演「トーマス」（2007年）
- ろりえ
  - プレビュー公演 Mrs.fictions Presents 『15 minutes made vol.2』 参加「アイスコーヒー」（2007年）
  - ヤクザとアリス（2008年）
  - キミは癌（2008年）
  - ひばりの大事な布（2009年）
  - 番外公演 シアターグリーン学生芸術祭vol.3「池袋でやるやつ2009夏」（2009年）
  - 恋2（2010年）
  - 番外夏公演「暖かそうな場所」（2010年）
  - 女優（2010年）
  - 三鷹の化け物（2011年）
  - 㐂（よろこび）（2012年）
  - 中井美穂×シアターグリーン企画 お題「落語」 -師匠の部屋- 「逮捕（仮）」（2012年）
  - ユニット員公演2012「年末」（2012年）
  - ろりえ（2014年）
- 劇団競泳水着
  - なだれる（2007年）
  - 真剣恋愛（2008年）
  - NOT BAD HOLIDAY（2009年）
  - 女ともだち（2010年）
- ジエン社
  - 無抵抗百貨店上遊園地（2007年）
- ド・スチール
  - 旗揚げ公演「男の顔」（2008年）
  - ゴーストニートペアレント（2009年）
- お前と悪戯酒
  - 穴姉妹-ANNASUIMAI（2009年）
- ブルドッキングヘッドロック
  - vol.18 女々しくてシリーズ「黒いインクの輝き」（2010年）
- Mrs.fictions「15 minutes made Volume.8」「Yankee Go Home（ヤンキー母星に帰る）」（2010年）
- 国分寺大人倶楽部
  - ストロベリー（2010年）
- 空想組曲
  - ドロシーの帰還（2011年）
- オーストラマコンドー
  - マコンドープロデュース「東京の空に」（2011年）
  - チャイムが鳴り終わるとき（2011年）
  - 好き好き大好き超愛してる。（2012年）
  - 寺山修司 没30年記念認定事業「さらば箱舟」（2014年）
  - カズオ（2014年）
  - 空と東京タワーの隣の隣（2018年）
  - some day（2019年）
  - 平山建設（2020年）
  - 孤独(2021年）
- 劇団かもめんたる
  - 君とならどんな夕暮も怖くない（2020年）
- TOKYO PLAYERS COLLECTION×王子小劇場「IN HER TWENTIES」（2011年）
- ジェットラグプロデュース
  - 11のささやかな嘘（2011年）
- TPAM in Yokohama 2013(国際舞台芸術ミーティング in 横浜 2013) 宮永琢生ディレクション「?PAナイッ!?」（2013年）
- 表現・さわやか
  - 表現・さわやか 番外恋愛公演「TanPenChu-♥」（2015年）

### 映画
- MOGERA WOGERA（2009年）
- ベリー・ストロベリー（2009年）
- ジーン・ワルツ（2011年）
- GANTZ（2011年）
- カイジ2 人生奪回ゲーム（2011年）
- 犬とあなたの物語 いぬのえいが（2011年）
- はやぶさ/HAYABUSA（2011年）
- からっぽ（2012年）
- BRAVE HEARTS 海猿（2012年）
- すくいの手（2012年、自主制作映画） - 主演・香織 役[7]
- 潔く柔く（2013年）
- くじけないで（2013年）
- マエストロ!（2015年）
- ディアスポリス 異邦警察DIRTY YELLOW BOYS（2016年）
- スプリング、ハズ、カム（2017年）
- 愚行録（2017年）
- エンドローラーズ（2017年）
- めがみさま（2017年）
- 3D彼女 リアルガール（2018年） - 書店員 役
- 寝ても覚めても（2018年）
- 夏の夜の花（2019年） - 主演
- きみの瞳が問いかけている（2020年）
- 成れの果て（2021年）
- 太陽とボレロ（2022年）- 山野はる美 役
- シン・仮面ライダー（2023年、東映）
- 怪物の木こり（2023年） - 剣持咲 役
- 夜明けのすべて（2024年）- 転職エージェント・小野寺
- 旅と日々（2025年公開予定）[8]

### テレビドラマ
- 渋谷JK・ろりえ「アイスコーヒー」（2009年5月29日、NHK） - ミキ 役[9]
- 犬飼さんちの犬（2011年1月期、東名阪ネット6ほか）
- 生むと生まれる それからのこと（2011年8月27日、NHK BSプレミアム）
- 謎解きはディナーのあとで 第1話（2011年10月18日、フジテレビ） - 杉村恵理 役
- 11人もいる! 最終話（2011年12月16日、テレビ朝日） - 船木 役
- 使命と魂のリミット（2011年11月5日・11月12日、NHK総合）
- 13歳のハローワーク（2012年1月期、テレビ朝日）
- 連続テレビ小説（NHK）
  - 梅ちゃん先生（2012年上半期） - 工藤啓子 役
  - なつぞら（2019年度前期） - 石井富子 役
  - らんまん（2023年5月31日 - ） - 高藤弥江 役
- クレオパトラな女たち 第3話（2012年5月2日	、日本テレビ） - 寺崎 ふゆ / なつ（二役）
- 都市伝説の女 第1話（2012年4月13日、テレビ朝日） - OL 役
- 浪花少年探偵団 （2012年7月期、TBS） - 鑑識係 役
- 踊る大捜査線 THE LAST TV サラリーマン刑事と最後の難事件 （2012年9月1日、フジテレビ） - 中国語の先生 役
- 宮部みゆきミステリー パーフェクト・ブルー 第3話（2012年10月22日、TBS） - 真島啓子（青年期） 役
- ネオ・ウルトラQ（2013年1月期、WOWOW）
- バッケンレコードを超えて（2013年1月27日、フジテレビ）
- お天気お姉さん（2013年4月期、テレビ朝日） - 澄乃 役
- たべものがたり 彼女のこんだて帖 第13話「結婚30年目のグラタン」（2013年6月9日、NHK BSプレミアム）
- 遺留捜査 第3シリーズ 第8話（2013年6月5日、テレビ朝日） - 沙村由紀子 役
- ガラスの家（2013年、NHK総合） - 後藤菜々美 役
- ハニー・トラップ（2013年10月期、フジテレビ）
- 金曜プレステージ 森村誠一サスペンス 孤独の密葬〜翻訳家の殺人推理〜（2013年11月1日、フジテレビ）
- こうのとりのゆりかご〜「赤ちゃんポスト」の6年間と救われた92の命の未来〜（2013年11月25日、TBS）
- 私の嫌いな探偵 第3話（2014年1月31日、テレビ朝日） - 梶本伊沙子 役
- 特集ドラマ「生きたい たすけたい」（2014年3月11日、NHK総合） - テンテン 役
- 花咲舞が黙ってない 第6話（2014年5月21日、日本テレビ） - 高田友梨 役
- ゼロの真実〜監察医・松本真央〜 第3話（2014年7月31日、テレビ朝日） - 須藤まり子 役
- おそろし〜三島屋変調百物語 第4夜・最終夜（2014年9月20日・27日、NHK BSプレミアム） - お吉 役
- アイアングランマ（2015年1月10日 - 2月14日、NHK BSプレミアム） - 星野由実 役
- 64（2015年4月 - 5月、NHK総合） - 高木まどか 役
- 天使と悪魔-未解決事件匿名交渉課- 第4話（2015年5月1日、テレビ朝日） - 桜井忍 役
- エイジハラスメント 第4話（2015年7月30日、テレビ朝日） - 市川るり子 役
- 僕のヤバイ妻（2016年、関西テレビ・フジテレビ） ‐ 政宗絵里子 役
- 警視庁捜査一課9係 season11 第6話（2016年5月11日、テレビ朝日） - 森屋千秋 役
- 月曜名作劇場 温泉殺人事件シリーズ2「伊豆天城温泉殺人事件」（2016年10月24日、TBS） - 生野ルリ 役
- 創作テレビドラマ大賞「あなたにドロップキックを」（2017年3月17日、NHK）[10]
- 名駅1丁目1番1号 〜人と、幸せを、つなぐ場所。〜（2017年5月13日、中京テレビ） - 田辺美香 役
- びしょ濡れ探偵 水野羽衣 第2話（2019年7月11日、テレビ東京） - 小松史華 役
- フードロア：Life in a Box（2020年、HBO Asia）
- レンタルなんもしない人 第4話（2020年4月30日、テレビ東京） - 加藤 役
- 七人の秘書 第2話（2020年10月29日、テレビ朝日） ‐ 中村サチ 役
- ここは今から倫理です。（2021年、NHK総合） - 藤川養護教諭 役
- 月曜プレミア8 「屍活師 女王の法医学 第1作」（2021年、テレビ東京） - 坂木菜々美 役
- 半径5メートル（2021年、NHK総合） - 金崎美子 役
- 生ドラ!東京は24時（2022年3月31日、フジテレビ）- 佐藤 役
- 空白を満たしなさい（2022年、NHK総合） - 飯田江理子 役
- プリズム（2022年、NHK総合）
- 祈りのカルテ（2022年、日本テレビ） - 横溝美沙 役
- 我らがパラダイス（2023年、NHK BSプレミアム・NHK BS4K） - 太田早苗 役
- ペンディングトレイン-8時23分、明日 君と（2023年、TBS） - 宇春 役
- 東京貧困女子。-貧困なんて他人事だと思ってた-（2023年、WOWOW） - 篠崎綾乃 役[11]
- 春になったら 第8話（2024年3月4日、関西テレビ・フジテレビ） - 岩谷美沙子 役
- 秘密〜THE TOP SECRET〜（2025年1月20日 - 4月7日、関西テレビ・フジテレビ） - 今井理央 役[12]
- 東京サラダボウル（2025年） - リン・イーフェイ 役
- こんばんは、朝山家です。 第5話（2025年8月17日、朝日放送テレビ・テレビ朝日） - 臨床心理士 役[13]

### 配信ドラマ
- ミス・シャーロック Episode5（2018年5月25日、Hulu） - 西野未来 役
- 恋愛バトルロワイヤル（2024年8月29日〈予定〉 - 、Netflix）[14]

### ナレーション
- 報道の魂「綺麗になった街で 新宿'10」（2011年1月23日、TBS）
- 報道の魂「石巻の空にもう一度花火を」（2011年9月18日、TBS）
- 報道の魂「68年後も終わらぬ“戦争”沖縄と、福島と」（2013年8月18日、TBS）
- JNN報道特集「震災3年見えない心の傷」（2014年4月25日、TBS）

### ラジオ
- FMシアター「春は来ない」（2014年5月10日、NHK-FM）
- FMシアター「夜市」（2015年10月24日、NHK-FM） - 主演：いずみ 役
- 青春アドベンチャー 「金魚姫」（2017年、NHK-FM） - リュウ 役
- FMシアター「声命線」（2017年12月2日、NHK-FM） - 主演：藤平舞 役
- 青春アドベンチャー 「手をつないだまま さくらんぼの館で」（2019年）

### CM
- Microsoft web「Photo Sharing」篇
- Microsoft web「Windows タッチ」篇
- SUNTORY BOSS「宇宙人ジョーンズ・桜篇」
- グアム政府観光局ナレーション
- マリエール
- ベネッセ「小学講座」webナレーション
- セブン-イレブン
- 今西数英教室ナレーション（愛知広告協会 第37回電波媒体テレビCM部門入賞受賞）
- 再春館製薬
- ファイザー製薬
- Microsoft WindowsPC
- マクドナルド
- パナソニック エコナビ「またふたり」篇、調理家電「告白」篇 Aタイプ・Bタイプ、スマートビエラ「テレビに話す2人」篇 TV-CM ナレーション
- クラレ「高梨沙羅 独創」篇 TV-CM ナレーション
- 全労済 こくみん共済「家族のまさか」篇
- あなぶきグループ
- 内野株式会社 「マシュマロガーゼパジャマ」ナレーション
- エム・ケー ナレーション
- リクルートジョブズ ナレーション
- 日本コカコーラ 檸檬堂 鬼レモン
- 日本アルコン プレシジョン ワン® 「グッバイ コンタクトのストレス」篇 店員役 ナレーション

### その他
- DVD「本当は聞きたくない！山の怖い話・トンネル」
- Every Little Thing「Moon」PV
- au LISMO「still life」森淳一監督作品